# 黄金柑
黄金柑（おうごんかん）は日本の柑橘類「黄蜜柑（きみかん）」の通称である。別名「ゴールデンオレンジ」。

## 概要
鹿児島県では、「黄蜜柑」として古く知られるが、詳しい来歴は不明。神奈川県ではゴールデンオレンジとも呼ばれている。
日本にかぎり、田中長三郎の分類法により、ミカン属157種のひとつ (C. flaviculpus) に数える例もいまだにみられるようだが（ただし分類学ではなくエッセンシャルオイルの研究論文がある）、近代の研究ではミカン原種を4種程度とみなすので、じっさいには交配種（品種）と考えられる。（参照：ミカン属）
日本における2010年の収穫量は137.3 トンで、神奈川県の生産が93.4 トンと全国の68%を占める。次いで静岡県 25.0 トン (18%)、愛媛県 13.9 トン、高知県 5.0 トンとつづく。主な生産地は、小田原市、湯河原町、沼津など。

## 特徴
直径4-5 センチメートル, 果重60-80 グラム程度と小ぶりである。果皮は黄色で、むきにくい。独特の芳香があり、甘みも強いが、酸もある。2-4月が収穫期。種なし（自家不和合性が認められる）品種のひとつである。
同じく黄色だが一回り大きい日向夏（ヒュウガナツ）と香りが似ているが、やや甘さの要素が勝る。日向夏と同様、黄蜜柑の白い「綿」（アルベド）の部分も食べられる。
その皮（低温圧搾油）に含まれる揮発性香味成分は、リモネンが最大（8割方）で、ついでモノテルペン類のγ-テルピネン（1割程度）F、微量のトランスβ-ファルネセン、ミルセンが検出されており、日向夏のピールから得た低温圧搾油成分プロフィールに似るが含有量の差異はある。
愛媛県で育成された「媛小春」の花粉親に、また、神奈川県で育成された「湘南ゴールド」の種子親となった。